# Síndrome de domesticación en plantas
La domesticación es generalmente considerada el punto final de una línea que comienza con la explotación de plantas silvestres, continúa con el cultivo de plantas seleccionadas desde su entorno natural, pero no genéticamente diferentes de las silvestres, y termina en la fijación, a través de selección humana, de diferencias morfológicas y por lo tanto también genéticas que distinguen a una planta domesticada de su progenitor silvestre. Estas diferencias constituyen el "síndrome de domesticación" y generalmente vuelven a la planta domesticada menos capaz de sobrevivir de forma silvestre, dependiendo del hombre para crecer y reproducirse. 
Algunos caracteres del síndrome incluyen la pérdida de la habilidad de dispersión, el aumento en tamaño (especialmente de la parte de la planta que se aprovecha), la pérdida de la dormición de la semilla y la pérdida de la protección química o mecánica contra los herbívoros.
Las plantas anuales poseen más evidencias de síndrome de domesticación que las perennes (árboles, hierbas que se propagan vegetativamente por corte y replante de sus partes reservantes), debido a que en el mismo período de tiempo en que una población humana se dedicó a cultivarlas, las plantas anuales fueron seleccionadas durante mucha mayor cantidad de generaciones sexuales que las perennes. 

## Grados de domesticación
Clement (1999, ver también Casas et al. 1999) quien lidió con la clasificación de especies de árboles aprovechados por el hombre de la Amazonia, acuñó dos categorías intermedias entre domesticada y silvestre, llamadas "incipientemente domesticada" y "semi-domesticada". La referencia al grado de domesticación se hace sobre una población que puede coincidir con una especie o no. El proceso de domesticación se puede realizar sobre una población bajo cultivo (si bien no necesariamente una población cultivada será domesticada, Gepts 2004) o sobre una población que se propaga de forma silvestre, mediante remoción selectiva de las plantas no deseables o la mejora de las condiciones de las plantas deseables, cambiando así la proporción de fenotipos como el descrito en Casas et al. (1997, 1999) y Anderson (2004) para varias especies. Casas et al. (1997) lo llamaron "domesticación in situ", método que debe haber sido el más usado en los inicios de la agricultura de Mesoamérica.

## Caracteres del síndrome de domesticación
Tratamientos extensivos sobre los caracteres implicados en la domesticación pueden encontrarse en Schwanitz (1966), en Purseglove (1968) y en Hawkes (1983). Los ejemplos aquí dados fueron extraídos de Pickersgill (2007).

### Pérdida de mecanismos de dispersión
"La pérdida de los mecanismos de dispersión se produce usualmente cuando se pierde la zona de abscisión de alguna parte de la planta. Los cultivares modernos del "arroz silvestre" y maíz americanos, han perdido las zonas de abscisión dentro de la inflorescencia, que es lo que permite la dispersión de sus afines silvestres. Los frutos de los chiles silvestres se separan fácilmente del receptáculo a la madurez, mientras que los pimientos domesticados se mantienen firmemente unidos a la planta. En el tomate, la zona de abscisión está en el pedicelo, y la abscisión ancestral del silvestre se ha perdido sólo en los tomates para procesado, es decir de forma relativamente reciente y a través de obtentores de tomate (Mao et al. 2000). La abscisión exitosa necesita que se forme una zona de abscisión diferenciada de los tejidos que la circundan, seguida de una separación de las células en esa zona. 
"Sin embargo, la pérdida de la dispersión no siempre está relacionada con la pérdida de una zona de abscisión. Las legumbres indehiscentes del poroto común domesticado resultan de la pérdida de las fibras en las suturas y paredes de la legumbre (Koinage et al. 1996). En los Chenopodia silvestres, el perianto persistente se abre para revelar y liberar el fruto maduro, mientras que en los domesticados el perianto encierra y retiene el grano aun cuando está totalmente maduro. Las brácteas involucrales de los girasoles silvestres vs. domesticados se comportan en una forma similar (CB Heiser, Indiana University, pers. comm.).
"Algunas plantas cultivadas para y propagadas por raíces subterráneas también tienen menos efecto dispersivo de estos órganos que los parientes silvestres. En Arachis, los frutos se desarrollan bajo tierra porque poseen un meristema en la base del ovario que se vuelve activo después de la fertilización y produce un "peg" de geotropismo positivo que implanta el fruto en el suelo. En el maní (cacahuete) silvestre, después de implantarse el fruto, el "peg" puede extenderse horizontalmente por más de un metro, mientras que un meristema adicional dentro del fruto produce un istmo delgado, a veces de varios centímetros de largo, que se parte fácilmente y separa a la legumbre en segmentos de una sola semilla (Gregory et al. 1973). En los domesticados, el istmo es virtualmente no existente y el "peg" es más corto y duro de forma que los frutos están más cercanos al parental y pueden ser cosechados levantando la raíz del parental. De forma similar, en las papas domesticadas, los estolones son más cortos que en las especies silvestres, de forma que los tubérculos crecen cercanos al parental (Hawkes 1983).

### Aumento en tamaño
El aumento de tamaño es normalmente un carácter especialmente remarcado en plantas cosechadas por el hombre, pero muchas veces hay efectos correlacionados en otras partes de la planta, produciendo un efecto de gigantismo generalizado similar al que se ve en algunos poliploides. Sin embargo, en cultígenos diploides, esto ocurre sin un aumento en el número de cromosomas o el contenido de ADN. Los chiles son todos diploides, pero los pimientos domesticados no sólo tienen frutos más grandes que los silvestres sino también hojas, flores y semillas más grandes. Un aumento generalizado del tamaño de muchos órganos puede resultar en un aumento del número de células (tomate, Cong et al. 2002), del tamaño de las células, o de ambos." El aumento del tamaño del tomate viene asociado a un aumento del número de carpelos, que suele estar asociado a un aumento en el número de otras piezas florales. El número de piezas florales en el tomate está determinado por el tamaño del meristema floral, que a su vez depende del número de células en la capa del meristema apical L3 (Grandillo et al. 1999), lo cual muestra cómo un aumento en el número de células de los tomates no está confinado al fruto.

### Variabilidad morfológica aumentada
Por ejemplo la forma, tamaño y color de frutos usados por el hombre como tomate o pimiento, forma y color de cáscara y pulpa del tubérculo de la papa, patrones de colores en la testa de la semilla del poroto. Las diferencias externas visibles pueden ser usadas como marcadores de las diferencias no visibles para las que el cultivo es usado, es decir se puede intentar identificarlos mediante las mismas. Boster (1985) lo llamó "selección por distinción perceptual", citando el ejemplo de la casava (Manihot esculenta ssp. esculenta).

### Variación en el hábito
La variedad silvestre de la casava tiene germinación hipógea, lo cual deja bajo tierra las yemas de las axilas de los cotiledones y catáfilos, quienes sobreviven a los incendios periódicos rebrotando luego de los mismos. La variedad cultivada tiene semillas de germinación epígea con cotiledones verdes, fotosintéticos, expuestos sobre tierra, lo cual promueve un crecimiento muy rápido en la etapa de plántula, si bien normalmente es propagada vegetativamente (Salick et al. 1997, Elias y McKey 2000). 
La selección con el fin de aumentar la biomasa cosechada en relación con la biomasa total producida, puede resultar en una ramificación lateral reducida o suprimida (Evans 1993). Un ejemplo extremo son los modernos girasoles de una sola cabeza, los Chenopodium similarmente tienen una inflorescencia más grande y compacta, terminal, y menos inflorescencias laterales que sus afines silvestres (Wilson y Heiser 1979). En cereales, incluyendo el maíz, algunos de los tallos basales (macollos) son muchas veces suprimidos, reduciendo el número de inflorescencias por planta y produciendo una madurez del grano más sincrónica en una planta individual y dentro de un stand, facilitando la cosecha de todo el stand.
Lo que también favorece la sincronización al madurar es el tallo de crecimiento determinado (cuyo crecimiento se detiene en un punto de forma programada), tanto en los tallos de las inflorescencias (como en variedades de crecimiento determinado de Amaranthus caudatus, Kulakow 1987), como en ramas vegetativas, como en algunos tipos de porotos arbustivos (Smartt 1969). Todos los tipos de porotos arbustivos tienen menos nudos y los entrenudos más cortos que los trepadores (Smartt 1969), de forma que se sostienen por sí mismos. De la misma menera hay formas arbustivas de calabazas que tienen entrenudos mucho más cortos que las formas rastreras trepadoras (Whitaker y Davis 1962).

### Pérdida de la dormición de la semilla
Buscada debido a que la germinación será más uniforme y la planta se establece antes que las malezas. Normalmente se pierde la dormición cuando se pierden inhibidores de la germinación en los tegumentos de la semilla o la impermeabilidad de la semilla al agua. En Chenopodium, el tegumento más externo de la semilla es el responsable del color negro de éstas, y está reducido o ausente en las variedades domesticadas de semilla pálida (Wilson 1981, Bruno 2006).

### Pérdida de la protección química o mecánica
Principalmente la pérdida de los metabolitos secundarios que los protegen de la herbivoría, como los glicoalcaloides amargos de la papa silvestre que pueden ser tóxicos en humanos (Johns 1989), o el glicósido cianogénico de la casava amarga que debe ser removido antes de consumirla (Purseglove 1968). Los frutos de las cucurbitáceas silvestres contienen cucurbitacinas que los vuelven amargos y tóxicos, que se han perdido en las domesticadas para consumo: calabazas, sandía, melón, pepino, etc. 
En adición otros metabolitos secundarios tales como los flavonoides también han sido afectados por el proceso de domesticación (Chacón-Fuentes et al. 2015). por lo tanto, esta perdida de defensas químicas en plantas domesticadas o en proceso de domestcación podría estar afectando las interacciones planta insecto así como la diversidad y poblaciones de estos consolidando en plantas cultivadas una menor resistencia al ataque de herbívoros (Chacón-Fuentes et al. 2016)
Sin embargo hay cultivos para extraer esos compuestos u otros intermedios del metabolismo secundario y que se seleccionan de forma que se produzcan en altas concentraciones, como sucede con el tabaco domesticado (Nicotiana tabacum) que contiene nicotina, valuada por el hombre por sus propiedades narcóticas y como insecticida, que en las especies silvestres es demetilada en nornicotina cuyo rol en la planta no se conoce (Gerstel 1976).
También hay una selección para la pérdida de las espinas como la que ocurrió en Solanum sessiliflorum (Salick 1992), y en la palmera Bactris gasipaes (Balick 1984).

### Adaptaciones a diferentes fotoperíodos
En América se han encontrado plantas cultivadas que habían sufrido una fuerte selección para desarrollarse en latitudes muy diferentes (Diamond 2002).